# 641
| [ Edytuj tabelę ]          |                                                                                           |
| Cesarz Bizancjum           | - 610 Herakliusz 641 - 641 Konstantyn III 641 - 641 Herakleonas 641 - 641 Konstans II 668 |
| Cesarz Chin                | - 626 Tang Taizong 649                                                                    |
| Król Essexu                | - 617 Sigeberht I Mały 653                                                                |
| Król Franków w Austrazji   | - 639 Sigebert III 656                                                                    |
| Król Franków w Neustrii    | - 639 Chlodwig II 658                                                                     |
| Cesarz Japonii             | - 629 Jomei 641                                                                           |
| Kalif                      | - 634 Umar ibn al-Chattab 644                                                             |
| Król Kentu                 | - 640 Earconbert 664                                                                      |
| Patriarcha Konstantynopola | - 638 Pyrrus I 641 - 641 Paweł II 653                                                     |
| Władca Korei               | - 618 Yŏngnyu 642                                                                         |
| Król Longobardów           | - 636 Rotari 652                                                                          |
| Król Mercji                | - 626 Penda 655                                                                           |
| Król Nortumbrii            | - 634 Oswald 642                                                                          |
| Papież                     | - 640 Jan IV 642                                                                          |
| Król Persji                | - 632 Jezdegerd III 651                                                                   |
| Król Wizygotów             | - 639 Tulga 642                                                                           |

Rok 641 / DCXLI
stulecia: VI wiek ~
VII wiek ~
VIII wiek

lata: 631 «
636 «
637 «
638 «
639 «
640 «
641
» 642
» 643
» 644
» 645
» 646
» 651

## Wydarzenia
Bliski wschód
- 8 listopada – Aleksandria została zajęta przez wojska Arabów.

## Zmarli
- 11 lutego – Herakliusz, cesarz bizantyński (ur. 574)
- 25 maja – Konstantyn III, cesarz bizantyński (ur. 612)
- 17 listopada – Jomei, cesarz Japonii (ur. 593)

Data dzienna nieznana:
- Arechis I, książę Benewentu